# 新开镇 (黄梅县)
新开镇，是中华人民共和国湖北省黄冈市黄梅县下辖的一个乡镇级行政单位。

## 行政区划
新开镇下辖以下地区：
外洲村、渡口下村、下洲尾村、白沙洲村、蔡家渡村、杨泗庙村、边洲村、西河头村、王洲湖村、袁李村、泥堰头村、团坡村、尚五房村、郭王村、黄哲符村、扁担埒村、下港李村、新埒村、新开村、宝兴村、孙家埒村、陆家埒村、邹家桥村、皇府埒村、四房墩村、柴子湖村、汪家洲村、单家洲村、单坝垸村、铁坝脑村、邓垸村、汪家庙村和六家咀村。